# Галактика джудже
Галактика джудже е малка галактика, съставена от около 100 милиона до няколко милиарда звезди, което представлява малък брой в сравнение с броя звезди в Млечния път (200 – 400 милиарда). Големият Магеланов облак, който орбитира около Млечния път и съдържа над 30 милиарда звезди, понякога също се класифицира като галактика джудже. Образуването и дейността на галактиките джуджета вероятно се влияят от взаимодействията им с по-големи галактики. Идентифицират се много видове галактики джуджета, в зависимост от тяхната форма и състав.
Към галактиките джуджета се отнасят и галактиките със светимост по-малка от 109 L☉

## История
Първите галактики джуджета (с изключение на граничните M32 и M110) са намерени от Харлоу Шепли в края на 1930-те години, когато проучва небето около Южния полюс за статистическо изследване на галактиките в обсерваторията на Харвардския университет в Южна Африка. Първоначално Шепли намира неизвестно по-рано струпване от звезди в съзвездието Скулптор, съдържащи около 10 хиляди звезди. Скоро е намерено друго подобно струпване в съзвездието Пещ.
Откритията на галактиките джуджета стават по-чести, след като през 1950-те години обсерваторията Паломар започва да наблюдава небето с помощта на 120-cm телескоп.

## Образуване
Според сегашната теория, повечето галактики, включително и джуджетата, се сформират в асоциация с тъмна материя или от газ, съдържащ метали. Обаче, телескопът GALEX (Galaxy Evolution Explorer) на НАСА е забелязал образуването на нови галактики джуджета от газове с ниско съдържание на метали. Такива галактики са намерени в пръстена Лъв, облак от водород и хелий около две масивни галактики в съзвездието Лъв.
Поради малките им размери и маса, галактиките джуджета биват издърпвани и разкъсвани от съседни спирални галактики, което води до сливането им с тях.

## Местни галактики джуджета
В Местната група съществуват много галактики джуджета. Тези галактики обикновено орбитират около по-големи галактики, като например Млечния път, Андромеда и M33 (Триъгълник). Изследване от 2007 г. твърди, че много от галактиките джуджета са се образували от галактчиески прилив през ранните години на Млечния път и Андромеда. Приливните галактики джуджета се образуват, когато се сблъскват галактики и техните гравитационни маси взаимодействат. Струи от галактичен материал се отдръпват от началните галактики и от тъмната материя, която ги обкръжава. Според проучване от 2018 г., някои от местните галактики джуджета са се образували много отдавна, по време на Тъмните векове на вселената (първият милиард години след Големия взрив).
Над 20 познати галактики джуджета се въртят в орбита около Млечния път, а последните наблюдения сочат, че най-големият кълбовиден звезден куп в Млечния път е всъщност ядро на галактика джудже с черна дупка в центъра, която някога е била абсорбирана от Млечния път.

## Галактики хобити
Въведен е и терминът галактика хобит, който се използва във връзка с галактики, които са още по-малки и по-бледи от галактиките джуджета.

## Сини компактни джуджета
В астрономията, синьо компактно джудже е малка галактика, която съдържа големи купове от млади, горещи, масивни звезди. Тези звезди, най-ярките от които са сини, карат самата галактика да изглежда синя на цвят. Повечето такива галактики също се класифицират като неправилни или лещовидни галактики. Тъй като са съставени от звездни купове, тези галактики нямат еднородна форма. Те интензивно консумират газове си, което кара звездите им да се образуват по много бурен начин.
При процеса на създаване на нови звезди сините компактни джуджета се охлаждат. Звездите на галактиките се образуват през различни периоди, така че галактиките имат време да се охладят и да натрупват материя за образуване на нови звезди. В хода на времето образуването на звездите променя формата на галактиките.
Близки примери за сини компактни джуджета са: NGC 1705, NGC 2915, NGC 3353 и UGCA 281.

## Ултракомпактни джуджета
Ултракомпактните джуджета са клас от много компактни галактики с много висока звездна плътност, които са открити в началото на 21 век.
Смята се, че диаметърът им е от порядъка на 200 светлинни години и че съдържат около 100 милиона звезди. Теоретизира се, че това са ядрата на елиптични галактики джуджета, които са изгубили газа си от приливни взаимодействия, преминавайки през сърцевините на богати купове. Ултракомпактни джуджета са намерени в куповете Дева, Пещ, Abell 1689, Abell 1656 и други. Безпрецедентно голяма концентрация от около 100 ултракомпактни джуджета е намерена в ядрото на купа Дева. Първите стабилни проучвания на глобалните свойства на тези галактики в купа Дева сочат, че ултракомпактните джуджета имат отличителни динамични и структурни свойства от нормалните кълбовидни звездни купове. Екстремен пример за ултракомпактна галактика джудже е M60-UCD1, на разстояние от 54 милиона светлинни години, която съдържа приблизително 200 милиона слънчеви маси в радиус от 160 светлинни години. Централният ѝ регион има звезди, разположени на около 25 пъти по-близко разстояние една от друга, отколкото звездите в региона около Слънцето в Млечния път.